# روبرت إيفاندر ماكنير
روبرت إيفاندر ماكنير هو محامي وسياسي أمريكي، ولد في 14 ديسمبر 1923 في Cades, South Carolina ‏ في الولايات المتحدة، وتوفي في 17 نوفمبر 2007 في تشارلستون في الولايات المتحدة. نشط حزبياً في الحزب الديمقراطي. وقد انتخب عضو مجلس نواب كارولاينا الجنوبية ‏ وانتخب حاكم كارولينا الجنوبية ‏ (22 أبريل 1965 – 19 يناير 1971).

## وصلات خارجية
- روبرت إيفاندر ماكنير على موقع إن إن دي بي (الإنجليزية)